# 喬斯特·卡皮托
喬斯特·卡皮托 （英語：Jost Capito，1958年10月29日—）是一名德国赛车经理。他在2021年担任威廉姆斯车队的首席执行官和车队领队；在2012年至2016年担任大众汽车的赛车总监。

## 职业生涯
1985年，卡皮托在BMW从事高性能发动机的研发工作。那一年，他是巴黎达喀尔拉力赛卡车组的冠军车队成员。
1989年，卡皮托加入保时捷赛车运动部门，并且第一次担任大众汽车集团的职务。
1996年，卡皮托作为执行委员会成员来到索伯車隊。随后，他去了福特汽车公司，一直工作了十年，并负责推动福克斯 Mk1 RS车型的研发。该车型在2006和2007年夺得了世界拉力锦标赛连续两次车队冠军。.
2012年5月，卡皮托再次加入大众车队。在他任职期间，大众车队在世界拉力锦标赛中一直处于统治地位，赢得了连续三次车手和车队世界冠军。
2016年1月，卡皮托宣布加入麥拉倫。同年6月，卡皮托向Autosport确认，他将在德国拉力赛结束后离开大众，并预计将在8月底的比利时大奖赛上正式加入迈凯伦。他在职业生涯的最后一场WRC赛事上，大众车队车手塞巴斯蒂安·奥吉尔取得胜利。
2016年9月1日，卡皮托正式在麥拉倫担任新职务。第一场比赛是2016年意大利大奖赛。
2016年12月19日，麥拉倫宣布卡皮托已离开车队。
2020年12月17日，卡皮托成为威廉姆斯车队的新任首席执行官。2021年6月，他成为了车队负责人。2022年12月，威廉姆斯车队宣布皮卡托和车队技术总监德梅松将从威廉姆斯离职。